# International Football Association Board
De International Football Association Board (IFAB) is een organisatie die de regels in het voetbal bepaalt. De IFAB werd in 1886 opgericht om bij internationale wedstrijden zorg te dragen dat de regels gestandaardiseerd waren. Toen in 1904 de FIFA werd opgericht, werd de IFAB gelijk erkend als orgaan dat de spelregels bepaalt. 
Hoewel de IFAB onafhankelijk is van de FIFA, is de FIFA wel lid van IFAB met 50% van de stemrechten. De overige vier leden zijn de voetbalbonden van Engeland, Schotland, Noord-Ierland en Wales. De spelregels door de IFAB uitgevaardigd dienen door alle bij de FIFA aangesloten organisaties te worden uitgevoerd.